# Operation Ivy

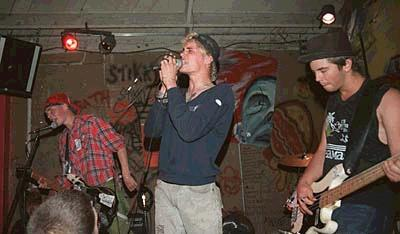
Operation Ivy

Operation Ivy var ett ska-punkband från San Francisco, aktivt mellan 1987 och 1989. Namnet tog de från kärnvapentesten med samma namn. Två av medlemmarna, Tim Armstrong och Matt Freeman, ingår nu i punkbandet Rancid. Under sin korta levnadstid på två år hann Operation Ivy med över 200 spelningar. De släppte ett fullängdsalbum, Energy (1989).

## Medlemmar
- Jesse Michaels, sång
- Tim "Lint" Armstrong, gitarr och sång
- Matt Freeman, bas och sång
- Dave Mello, trummor och sång